# Vita brevis
Vita Brevis, het leven is kort: een liefdesgeschiedenis is een literaire roman van Jostein Gaarder, een erotische liefdesgeschiedenis en een filosofisch traktaat in een.